# 882-й смешанный авиационный полк
882-й смешанный авиационный полк — авиационная воинская часть ВВС РККА в Великой Отечественной войне.

## Боевой путь
882-й смешанный авиационный полк сформирован 10 мая 1942 года на основании Приказа народного комиссара обороны № 0083 от 5 мая 1942 года. Летно-технический персонал передан из 663-го легкобомбардировочного полка. Командиром полка назначен майор Н. Н. Гацко, комиссаром полка — батальонный комиссар А. Н. Шипунов.
В июне — августе 1942 года полк выполнял ночное бомбардирование войск противника в районе населённых пунктов Белоусово, Большая Кобыльщина, Гончарово, Ивановка, Фёдоровка и Мостовая, наносил бомбовые удары по воинским эшелонам на дороге Оленино — Мостовая, оказывал воздушную поддержку наземным войскам 22-й армии, осуществлял вылеты на связь и доставку боевых приказов и донесений. При выполнении боевых заданий отличились командир звена ст. лейтенант А. Гр. Гудим, командир звена мл. лейтенант А. Н. Савельев, лётчики старшина Н. Е. Ходос и сержант В. Т. Иванушкин, штурман звена мл. лейтенант А. Я. Улусян, стрелки-бомбардиры старшина А. Д. Чекаленко, ст. сержанты В. И. Будиловский и И. Дм. Сизов.
В ночь на 17 июля 1942 года при выполнение специального задания члена Военного совета дивизионного комиссара П. Е. Смокачёва с посадкой в месторасположение окружённых советских войск генерал-лейтенанта И. И. Масленникова не вернулся с вылета экипаж командира звена мл. лейтенанта П. Е. Киселёва и штурмана звена мл. лейтенанта А. К. Сербаева.
24 августа 1942 года при возвращении с боевого задания, при посадке на свой аэродром в районе деревни Блазново Кировского района Калининской области, в условиях плохой видимости и тумана разбился лётчик сержант Н. А. Степанов.
882-й отдельный смешанный авиационный полк расформирован 16 марта 1943 года. Часть личного состава направлена на укомплектование 571-й отдельной армейской авиационной эскадрильи связи.
За время боевых действий полк выполнил 3200 вылетов, из них 821 боевой ночной вылет на бомбардирование и разведку войск и техники противника.

## Командование полка
- командир полка:
  - майор, подполковник Гацко Николай Никонович
- комиссар полка, заместитель командира полка по политической части:
  - старший батальонный комиссар, майор Шипунов Александр Николаевич
- начальник штаба полка:
  - майор Ковязин Ефим Иванович
- штурман полка:
  - капитан Салин Василий Акимович
- заместитель командира полка по эксплуатации — старший инженер полка:
  - старший техник-лейтенант Зимин Григорий Гаврилович

## Наиболее отличившиеся воины полка
- Будиловский Василий Ильич, старший сержант, стрелок-бомбардир звена. Награждён приказом Военного Совета Калининского фронта №333 от 04.09.1942 г.
- Сизов Иван Дмитриевич, старший сержант, стрелок-бомбардир. Награждён приказом Военного Совета Калининского фронта №333 от 04.09.1942 г.
- Степанов Николай Александрович, сержант. лётчик. Награждён приказом Военного Совета Калининского фронта №333 от 04.09.1942 г.
- Гацко Николай Никонович, подполковник, командир полка. Приказ Военного Совета 22-й армии №021 от 28.03.1943 г.
- Бабурин Пётр Степанович, старший техник-лейтенант, старший техник эскадрильи. Награждён приказом Военного Совета Калининского фронта №333 от 04.09.1942 г.
- Зимин Григорий Гаврилович, старший техник-лейтенант, старший инженер полка. Награждён приказом Военного Совета Калининского фронта №333 от 04.09.1942 г.
- Иванушкин Василий Трофимович, сержант, лётчик. Награждён приказом Военного Совета Калининского фронта №333 от 04.09.1942 г.
- Костин Василий Андреевич, техник-лейтенант, техник звена. Награждён приказом Военного Совета Калининского фронта №333 от 04.09.1942 г.
- Салин Василий Акимович, капитан, штурман полка. Награждён приказом Военного Совета Калининского фронта №333 от 04.09.1942 г.
- Ходос Николай Евменович, старший сержант, лётчик. Награждён приказом Военного Совета Калининского фронта №333 от 04.09.1942 г.